# Il bambino e il grande cacciatore
Il bambino e il grande cacciatore (The Earthling) è un film del 1980 diretto da Peter Collinson, con William Holden, Rick Schroder e Jack Thompson. Girato tra gli USA e l'Australia, si tratta dell'ultimo film del regista britannico, morto, a soli 44 anni e dopo una lunga malattia, subito dopo l'uscita nelle sale del film (girato l'anno precedente).

## Trama
Patrick Foley è un uomo solitario di mezza età, ammalato di cancro, che decide di andare a passare gli ultimi giorni della sua vita nella casetta dove è nato, in un bosco di una zona selvaggia. Durante il viaggio assiste ad un incidente in cui muoiono i genitori di Shawn, un bambino di 10 anni. Foley deve decidere se rinunciare al suo progetto e riportare il bambino alla civiltà, oppure proseguire il suo viaggio lasciando che il bambino se la cavi da solo. Così decide di proseguire, portandolo con sé. I due dapprima provano l'uno per l'altro profonda antipatia, sentimento che pian piano si trasformerà in affetto reciproco. Quando Foley muore, Shawn è maturato ed è pronto a tornare alla civiltà.

## Produzione
Il film è stato girato tra settembre e ottobre 1979 nel Blue Mountains, Barrington Forrest e Warrumbungle National Park. È stato riferito che William Holden e il suo giovane co-protagonista Ricky Schroder si sono avvicinati molto durante le riprese. Infatti, Schroder in seguito nominò uno dei suoi figli Holden in onore della sua co-protagonista.

## Recensione
Il film sembrava ispirare recensioni molto contrastanti, con alcuni critici che lo insultavano, mentre altri lo lodavano. Nei teatri degli Stati Uniti andava poco, ma in seguito divenne qualcosa di base per la HBO e altri canali di film via cavo all'inizio e alla metà degli anni '80. Il film ha una valutazione del pubblico dell'89% su Rotten Tomatoes sulla base di 382 voti degli utenti.
The Earthling ha incassato 72000 $ al botteghino in Australia.